# Gmina zbiorowa Eschershausen-Stadtoldendorf
Gmina zbiorowa Eschershausen-Stadtoldendorf (niem. Samtgemeinde Eschershausen-Stadtoldendorf) – gmina zbiorowa położona w niemieckim kraju związkowym Dolna Saksonia, w powiecie Holzminden. Siedziba gminy zbiorowej znajduje się w mieście Stadtoldendorf. Powstała 1 stycznia 2011 w wyniku połączenia dwóch gmin zbiorowych: Eschershausen i Stadtoldendorf.

## Podział administracyjny
Do gminy zbiorowej Eschershausen-Stadtoldendorf należy jedenaście gmin, w tym dwa miasta (Stadt):
1. Arholzen
2. Deensen
3. Dielmissen
4. Eimen
5. Eschershausen – miasto
6. Heinade
7. Holzen
8. Lenne
9. Lüerdissen
10. Stadtoldendorf – miasto
11. Wangelnstedt